# Slade Alive!
Slade Alive! — первый концертный альбом британской рок-группы Slade.

## Об альбоме
Альбом был выпущен 24 марта 1972 года, достиг второго места в хит-параде UK Albums Chart и продержался в нём на протяжении 58 недель.
В альбом вошли три собственные песни Slade, а также кавер-версии на песни Ten Years After, The Lovin’ Spoonful, Бобби Марчана и Steppenwolf. Альбом был записан на студии Command Theatre и сведен в студии Olympic.
В 2013 году журнал Classic Rock включил альбом в список «Концертных альбомов, которые изменили мир».

## Список композиций
Сторона А
1. «Hear Me Calling» — 5:46 (Элвин Ли)
2. «In Like a Shot from My Gun» — 3:33 (Холдер/Ли/Пауэлл)
3. «Darling Be Home Soon» — 5:43 (John Sebastian)
4. «Know Who You Are» — 3:37 (Холдер/Ли/Хилл/Пауэлл)

Сторона Б
1. «Keep on Rocking» — 6:29 (Холдер/Ли/Хилл/Пауэлл)
2. «Get Down and Get With It» — 5:33 (Bobby Marchan)
3. «Born to Be Wild» — 8:12 (Марс Бонфайр)

## Участники записи
- Нодди Холдер — вокал, ритм-гитара
- Дэйв Хилл — гитара, бэк-вокал
- Джим Ли — бас-гитара, бэк-вокал
- Дон Пауэлл — барабаны